# 가변형 디스플레이
가변형 디스플레이(스위블 디스플레이)는 초대형 커브드 화면이 움직이는 기술이다.

## 상세
2022년 5월 19일, 현대모비스가 공개한 가변형 디스플레이는 자율주행 차량에 최적화된 기술이다. 
위에서 아래로 세 단계 꺾이는 삼중 곡면 기술을 적용한 곡선형 화면으로 시인성을 높였으며, 초고해상도인 6K급 OLED 패널을 적용했다. 디스플레이는 운전석부터 조수석까지 전개되며, 단일형 화면을 적용해 자율 주행 시 주행 정보, 3D 내비게이션, 인포테인먼트 기능 등 개인 맞춤형 콘텐츠를 전체 스크린으로 구현 가능하다. 또한 운전석 안쪽으로 회전시켜 작은 스크린으로 주행에 필요한 최소 정보만 표시하여 활용 가능하다. 터치 및 제스처 인식 등을 통해 조작된다.

## 같이 보기
- 현대모비스
- 디스플레이
- 현대자동차그룹